# 高嘉嶸
高嘉嶸（英語：CJ Kao） ，又稱小捲，台中一中熱門音樂社畢業，國立中興大學食品科學系。早期組成SENSE樂團，獲得第十五屆台灣全國熱門音樂大賽最佳鍵盤手，並曾並加入蚊子音樂工作坊擔任鍵盤手，參與「最遙遠的距離」專輯，並入圍2004年金曲獎「最佳跨界音樂專輯獎」。2011、2012年，連續兩年獲日本暢銷雜誌《Burrn!》選為Heavy Metal Championship全球鍵盤手排名Top 20，兩年分別為11、14名。
2005年加入閃靈樂團，參與《鬼脈轉生‧帝輪十年經典》與《十殿》的編曲創作錄音，專輯中的演奏曲編寫常出自其手。在閃靈團員中，高嘉嶸亦以愛煮飯以及剝皮辣椒香菇雞湯聞名，曾經在2007年OZZFEST巡迴演唱會的最後一場準備台灣料理，宴請所有同行的各國樂團，團長Doris曾以「找吃的」形容高嘉嶸。
除了擔任閃靈鍵盤手外，高嘉嶸亦創辦「CJ Studio」錄音室，製作包括異族亡魂- Alien Avenge、Revilement、Cheeze、13 地下歲月、暴君- Bloody Tyrant、LazyLady、OBSESS、火燒島等多組台灣樂團唱片。

## 重要代言
- PreSonus 錄音設備（CJ 高嘉嶸）(2007年起)
- AMS Neve 錄音設備（CJ 高嘉嶸）(2011年起)